# Gunungiella tchaturtrimchi
Gunungiella tchaturtrimchi är en nattsländeart som beskrevs av Schmid 1968. Gunungiella tchaturtrimchi ingår i släktet Gunungiella och familjen stengömmenattsländor. Inga underarter finns listade i Catalogue of Life.